# Sinŭiju

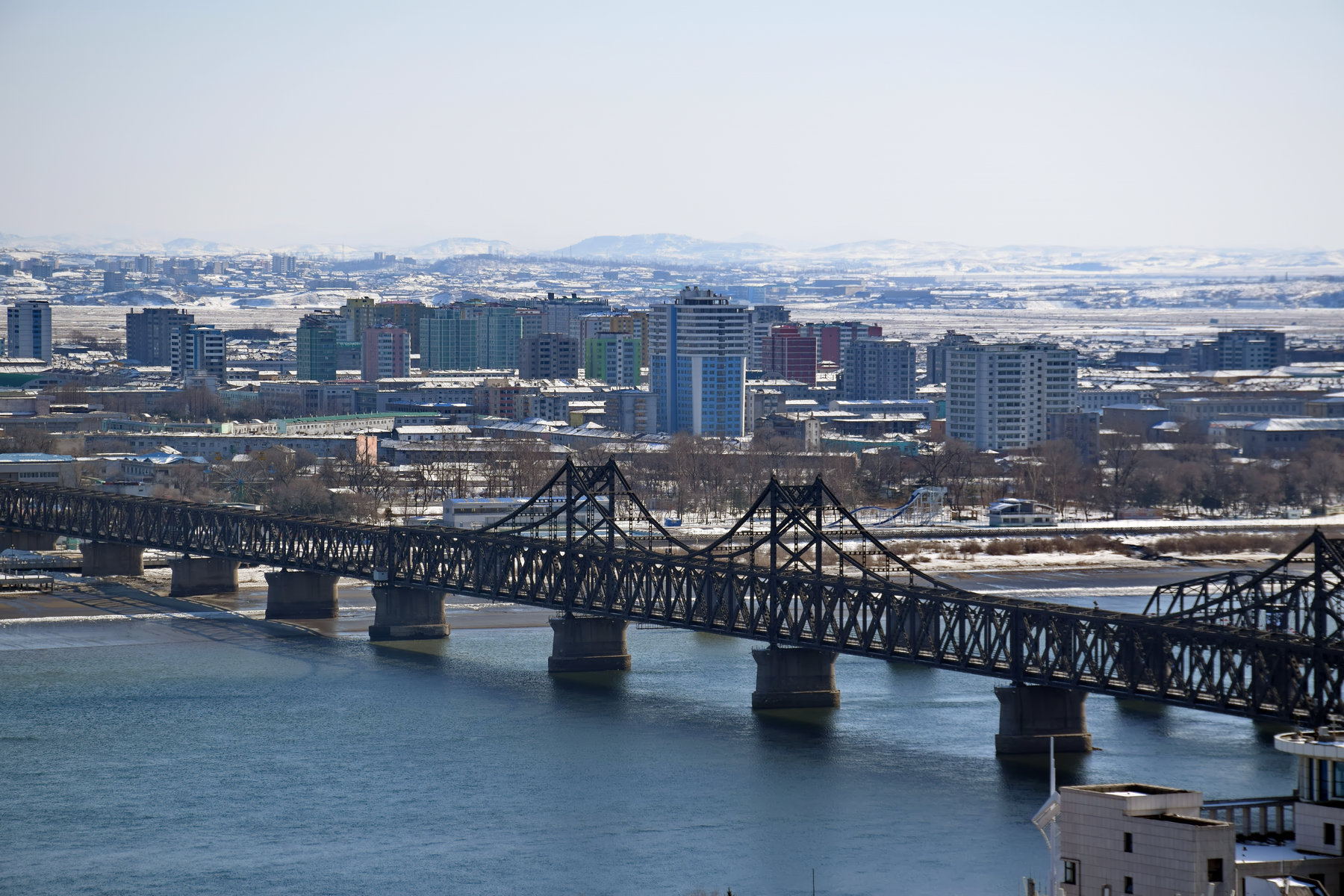
Blick von Dandong auf Sinŭiju. Im Vordergrund die Chinesisch-koreanische Freundschaftsbrücke.

Sinŭiju ist eine Stadt in Nordkorea mit 359.341 Einwohnern. Sie ist die Hauptstadt der Provinz P’yŏngan-pukto und Kulturzentrum mit Universitäten, Hochschulen, Theatern und Museen.

## Geografie

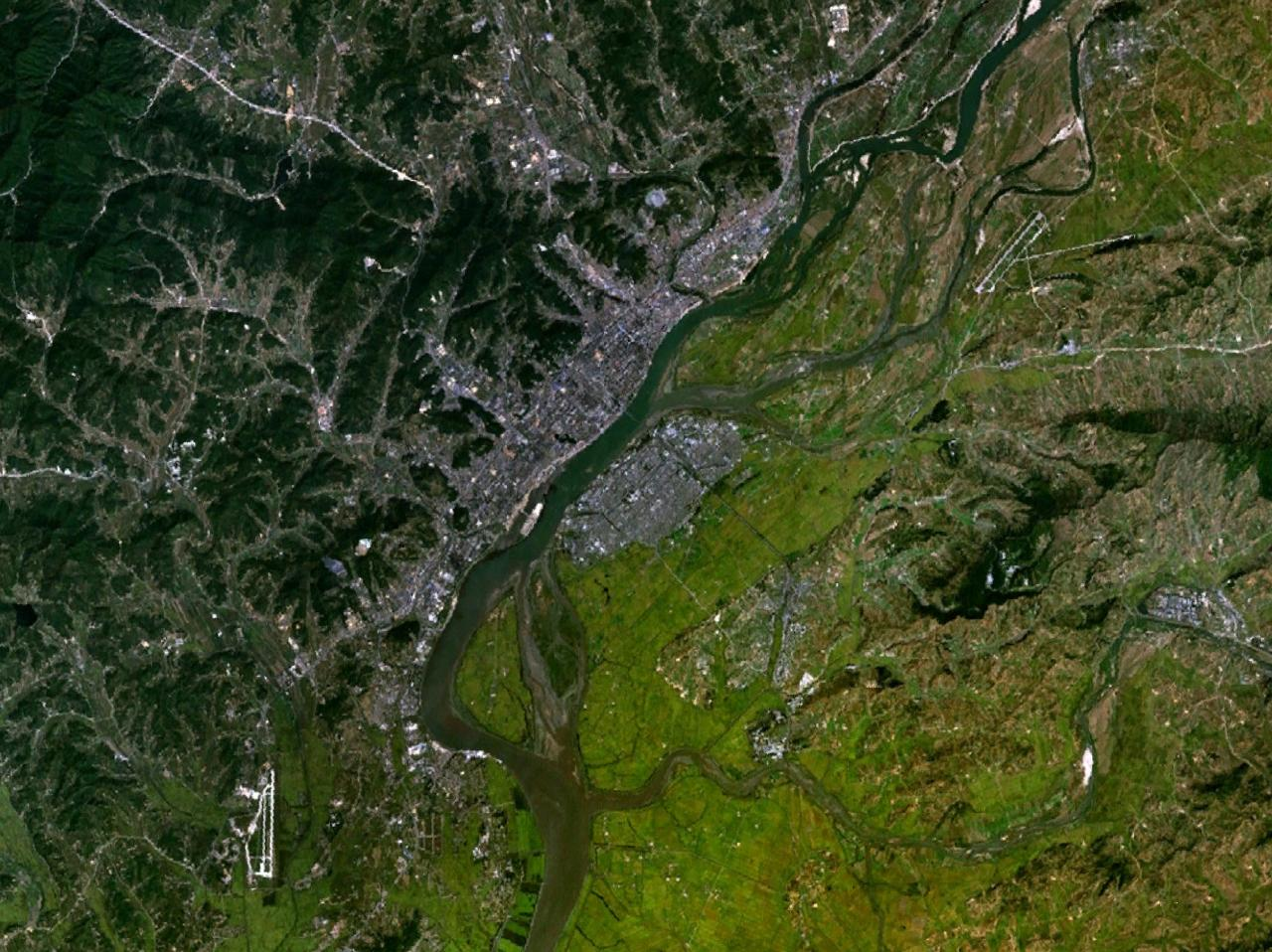
Satelliten-Aufnahme von Sinŭiju (Süden) und Dandong (Norden)

### Geografische Lage
Die Stadt liegt an der Grenze zur Volksrepublik China am Grenzfluss Yalu (Amrok-kang), der zwischen Dandong in China und Sinŭiju in die Koreabucht mündet.
Das durchschnittliche Niveau der Stadt ist sieben Meter über dem Meeresspiegel. Die geografischen Koordinaten sind 40,10 Grad nördlicher Breite und 124,41 Grad östlicher Länge.
An das Stadtgebiet grenzen die Landkreise Ŭiju, P’ihyŏn und Ryongch’ŏn.

### Klima
|                       | Jan   | Feb   | Mär  | Apr  | Mai  | Jun  | Jul  | Aug  | Sep  | Okt  | Nov  | Dez   |   |      |
| Mittl. Tagesmax. (°C) | −4,1  | −0,4  | 6,2  | 14,7 | 20,6 | 25,2 | 28,1 | 28,8 | 25,0 | 18,0 | 8,4  | −1,3  | ⌀ | 14,2 |
| Mittl. Tagesmin. (°C) | −14,2 | −10,8 | −3,6 | −3,5 | 9,9  | 15,8 | 20,8 | 20,7 | 13,9 | 6,2  | −2,2 | −10,4 | ⌀ | 3,6  |
|                       |       |       |      |      |      |      |      |      |      |      |      |       |   |      |
| Niederschlag (mm)     | 8     | 8     | 29   | 52   | 87   | 115  | 265  | 280  | 105  | 53   | 31   | 19    | Σ | 1052 |
|                       |       |       |      |      |      |      |      |      |      |      |      |       |   |      |
| Sonnenstunden (h/d)   | 6,7   | 7,7   | 7,6  | 8,2  | 8,1  | 7,7  | 5,9  | 6,5  | 7,9  | 7,7  | 6,4  | 6,1   | ⌀ | 7,2  |
|                       |       |       |      |      |      |      |      |      |      |      |      |       |   |      |
| Luftfeuchtigkeit (%)  | 68    | 65    | 66   | 67   | 72   | 79   | 85   | 83   | 76   | 72   | 69   | 69    | ⌀ | 72,6 |

| −14,2 |

| −10,8 |

| −3,6 |

| −3,5 |

| 9,9 |

| 15,8 |

| 20,8 |

| 20,7 |

| 13,9 |

| 6,2 |

| −2,2 |

| −10,4 |

| −14,2 |

| −10,8 |

| −3,6 |

| −3,5 |

| 9,9 |

| 15,8 |

| 20,8 |

| 20,7 |

| 13,9 |

| 6,2 |

| −2,2 |

| −10,4 |

Sinŭiju liegt in der gemäßigten Klimazone. Die durchschnittliche Jahrestemperatur beträgt 9,4 Grad Celsius, die Jahresniederschlagsmenge 1043 Millimeter. Der wärmste Monat ist der August mit durchschnittlich 24,1 Grad Celsius, der kälteste der Januar mit −7,2 Grad Celsius im Mittel.
Der meiste Niederschlag fällt im Monat Juli mit durchschnittlich 313 Millimeter, der geringste im Dezember und Februar mit 15 Millimeter im Mittel.

## Geschichte

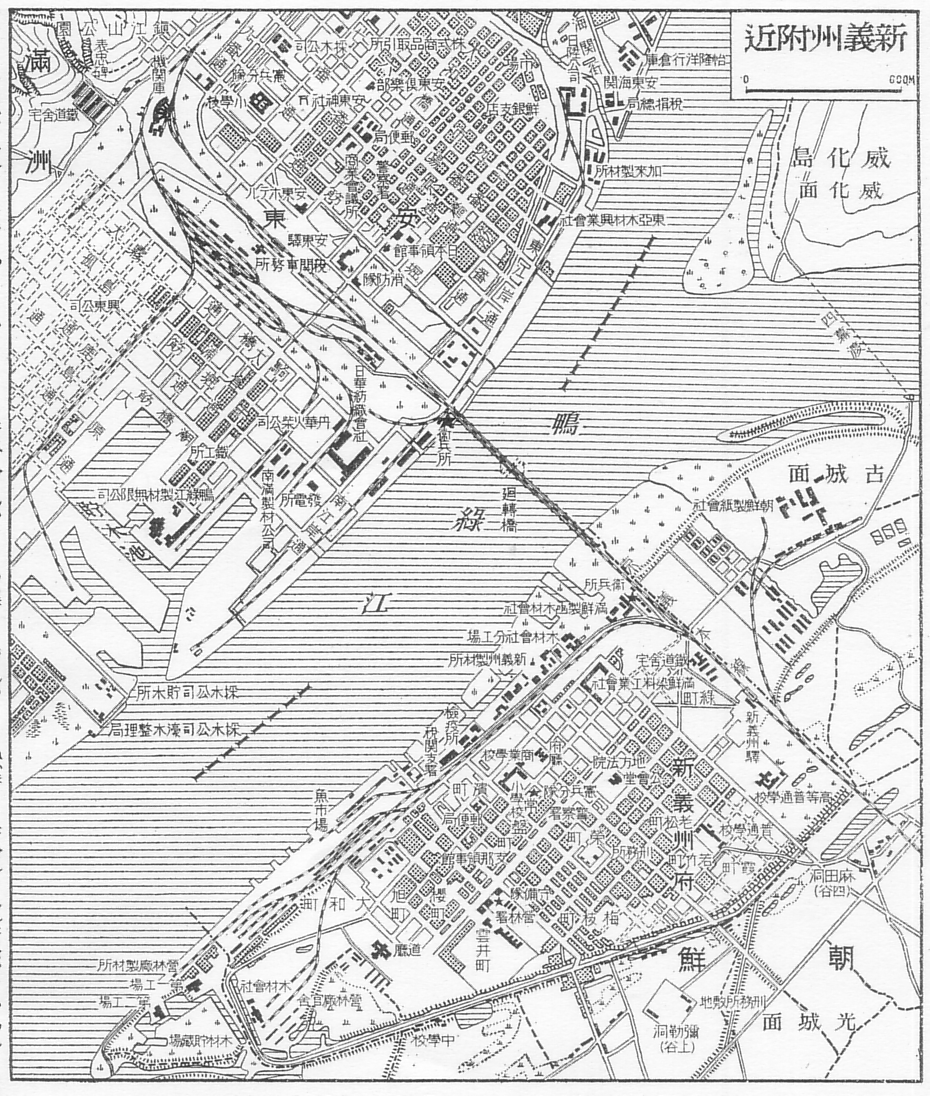
Japanische Karte von Shingishū und Dandong um 1930

Sinŭiju geriet 1904 nach der Schlacht am Yalu im Russisch-Japanischen Krieg unter japanische Herrschaft. Seit der vollständigen Eingliederung Koreas in das Japanische Kaiserreich 1910 bis zu dessen Unabhängigkeit 1945 war Japanisch Amtssprache. Folglich wurde der Stadtname Shingishū (新義州) gelesen. In dieser Zeit wuchs die Bedeutung der Stadt, nachdem im Jahre 1910 eine Eisenbahnbrücke über den Amrokgang gebaut worden war, die Shingishū mit dem damaligen Andong verband. Diese wurde später durch eine zweite Brücke ergänzt, die die japanische Kolonialverwaltung von April 1937 bis Mai 1943 sechzig Meter flussaufwärts erbauen ließ. Schon 1924 war die japanische Kolonialverwaltung Heian-hokudōs vom etwa zehn Kilometer entfernten Gishū (義州) nach Shingishū verlegt worden.
Während des Koreakrieges (1950–1953) erlitt die Stadt schwere Verwüstungen. So warfen allein bei einem Luftangriff am 10. November 1950 79 US-amerikanische B-29–Bomber u. a. mehr als 500 Tonnen Brandbomben auf Sinŭiju ab. Die Stadt wurde dabei fast vollständig zerstört. Nach dem Krieg entwickelte sich Sinŭiju zu einem Industriestandort und Verkehrsknoten der Region.

## Kultur und Sehenswürdigkeiten
Sehenswert ist das Sommerhaus Tonggunjeong, welches dem Militär der Goryeo-Dynastie (918–1392) als Aussichtspunkt diente. Sein festliches Design ist bemerkenswert.
Neben den Bahnhof befindet sich der Kim-Il-sung-Platz. Im Nordosten der schachbrettartig angelegten Stadt befinden sich Dienststellen und Wohnsitze der Regierung sowie am Fluss Amrokgang ein Industriegebiet.

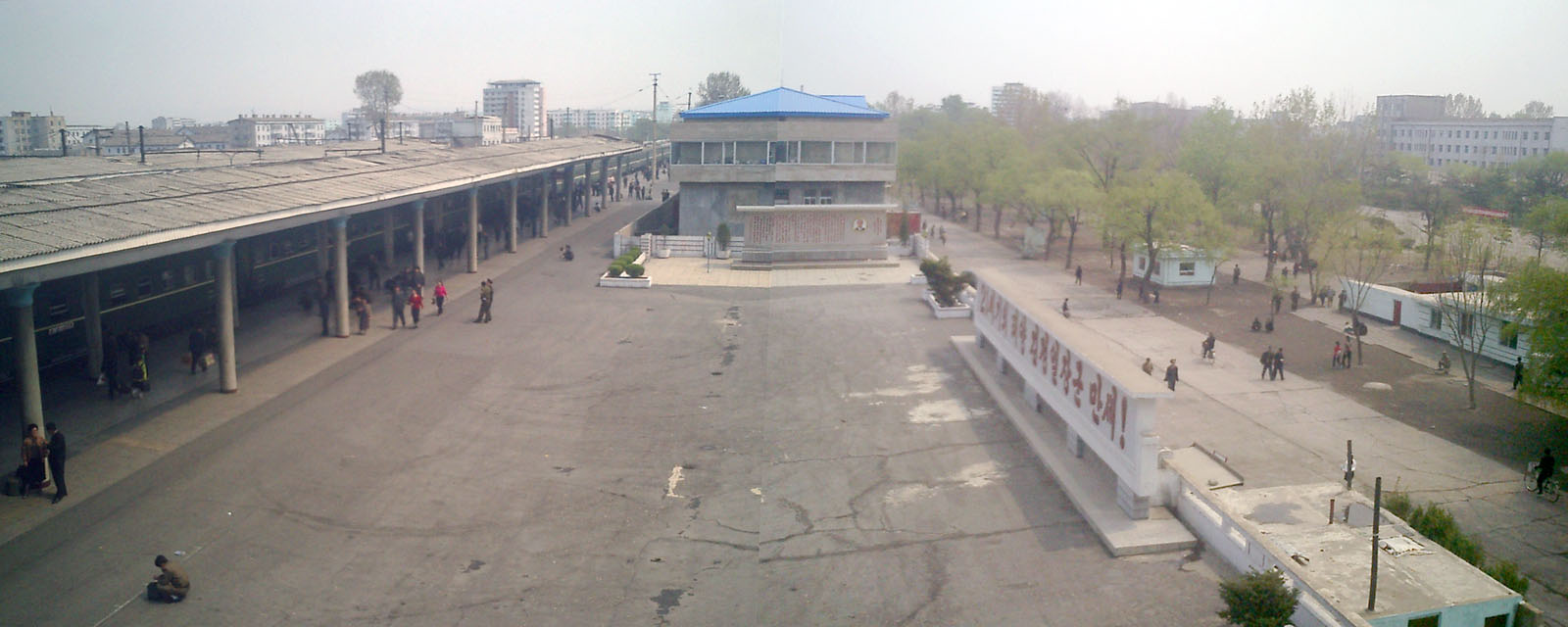
Südlicher Teil des Bahnhofskomplexes
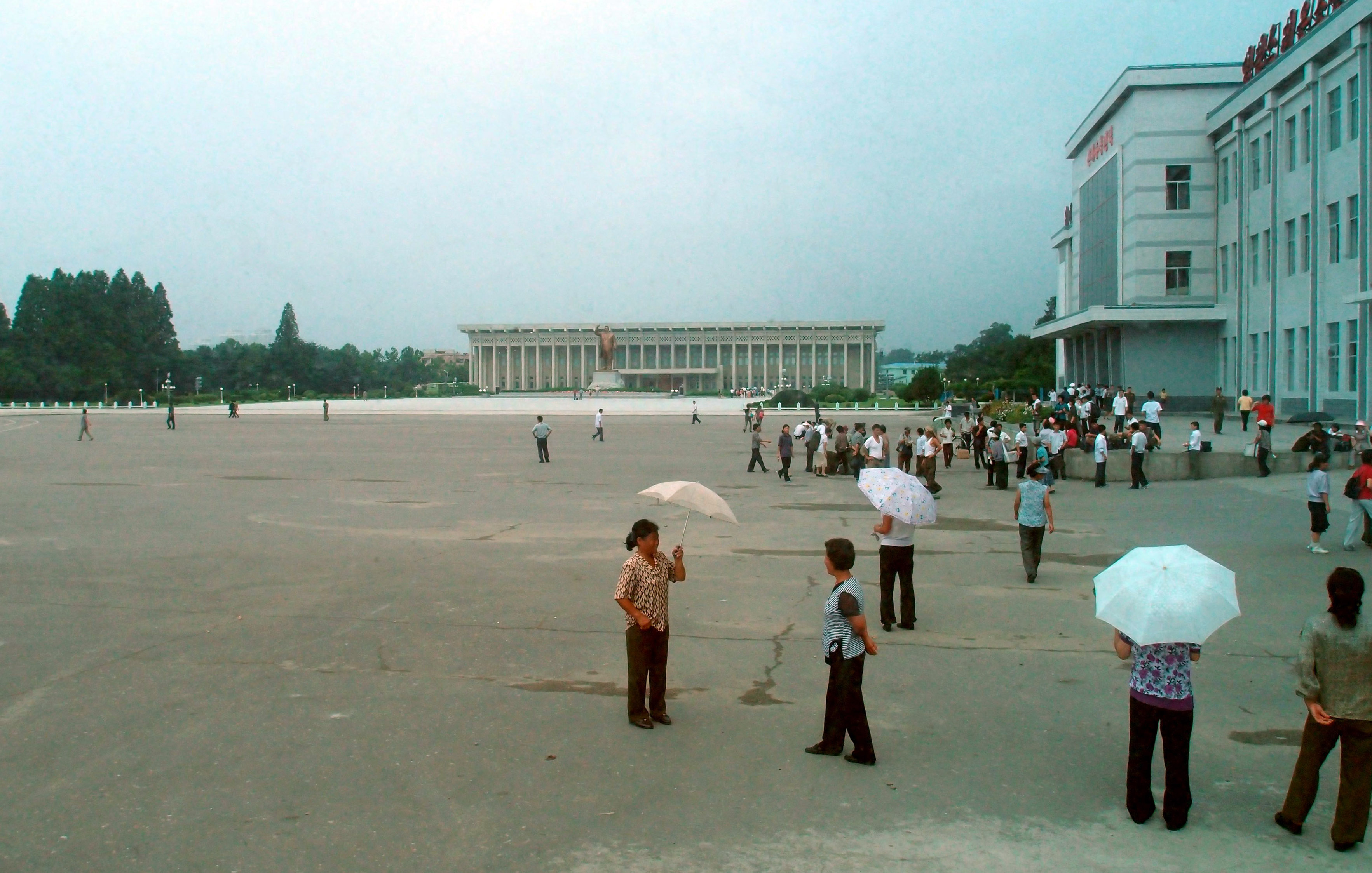
Kim-Il-sung-Platz mit Historischem Museum und Empfangsgebäude des Bahnhofs (rechts)
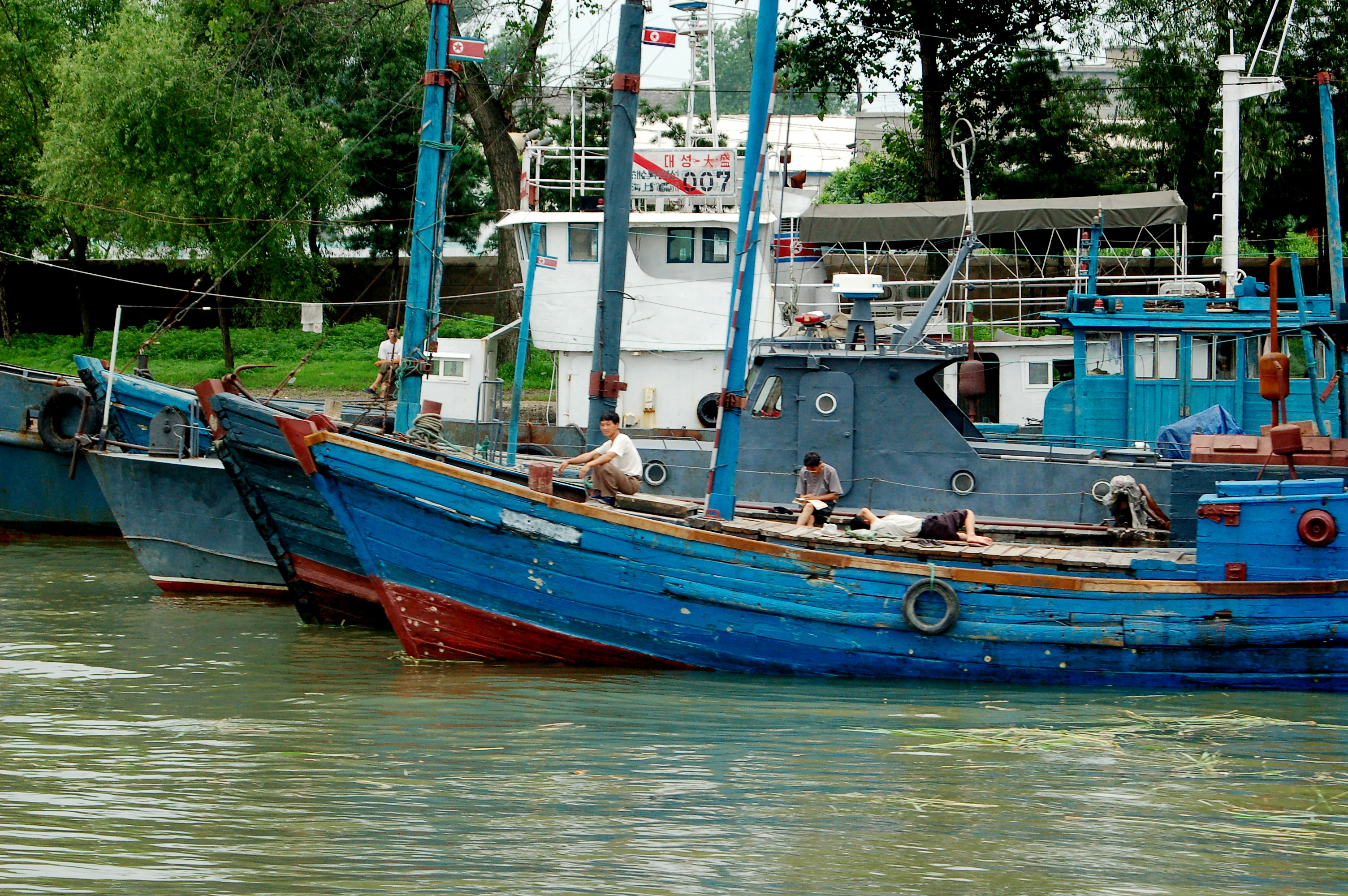
Fischerboote auf dem Grenzfluss
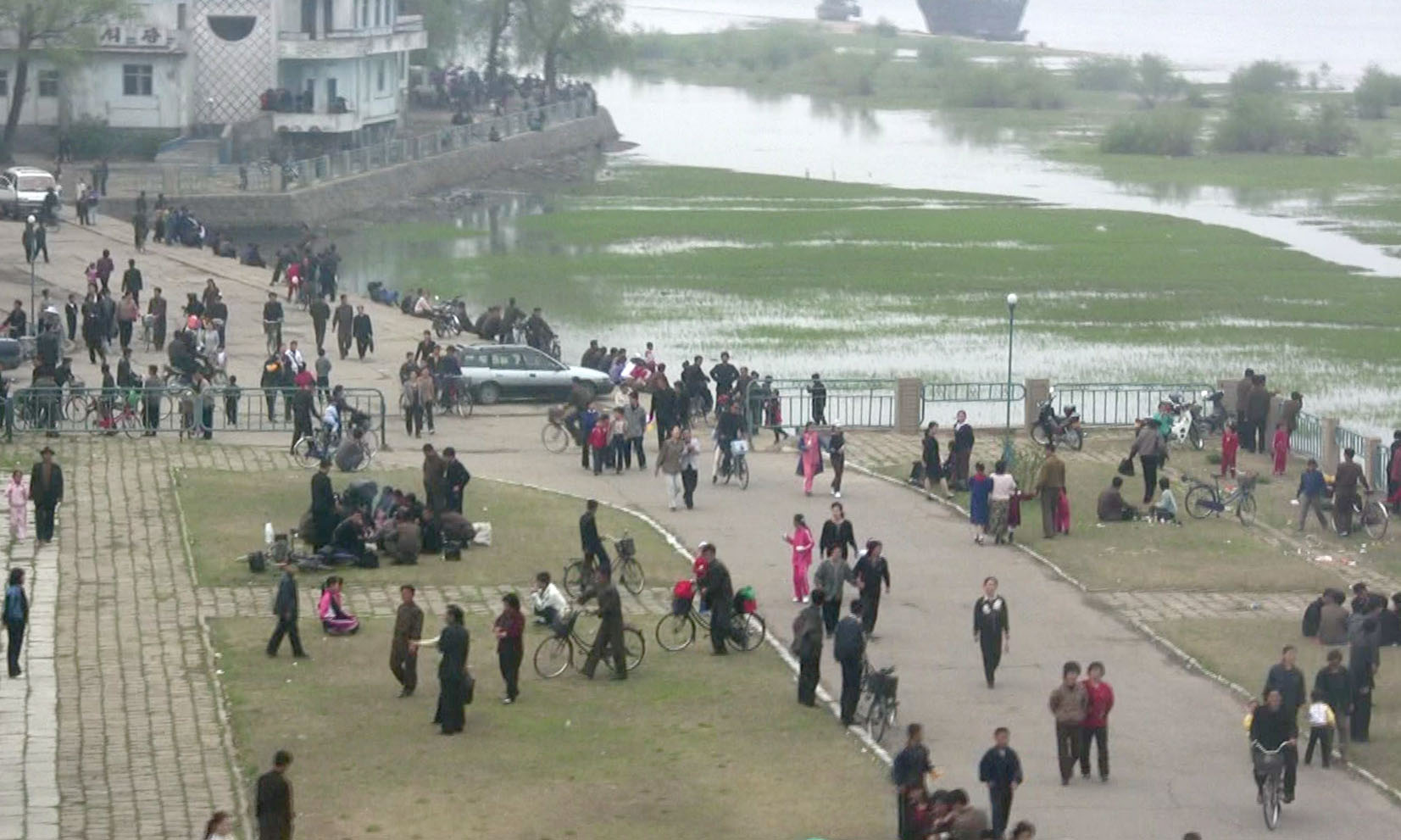
Uferpromenade im Mai 2007 vor ihrer Umgestaltung in eine „Touristenzone“
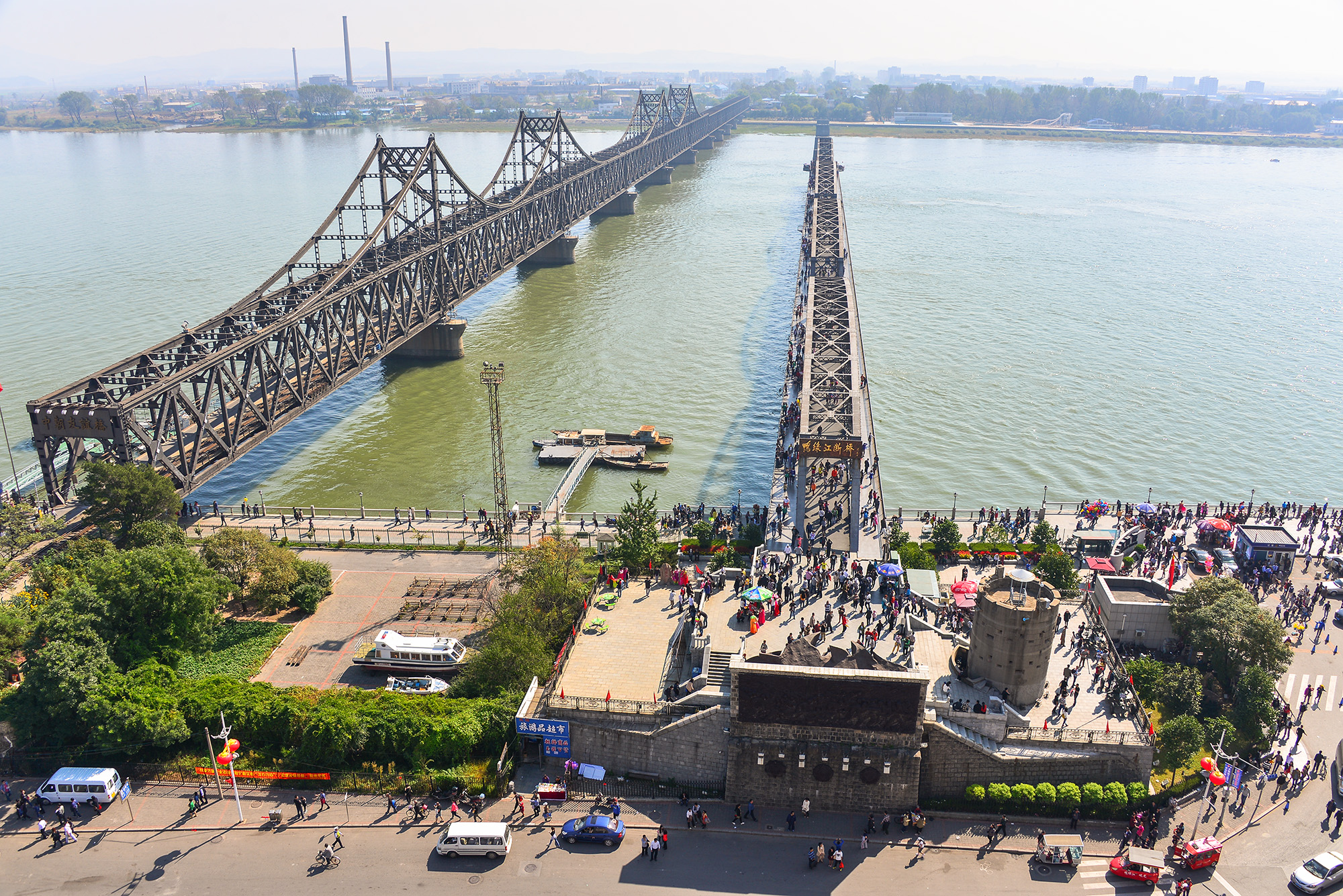
Brücke der Chinesisch-Koreanischen-Freundschaft
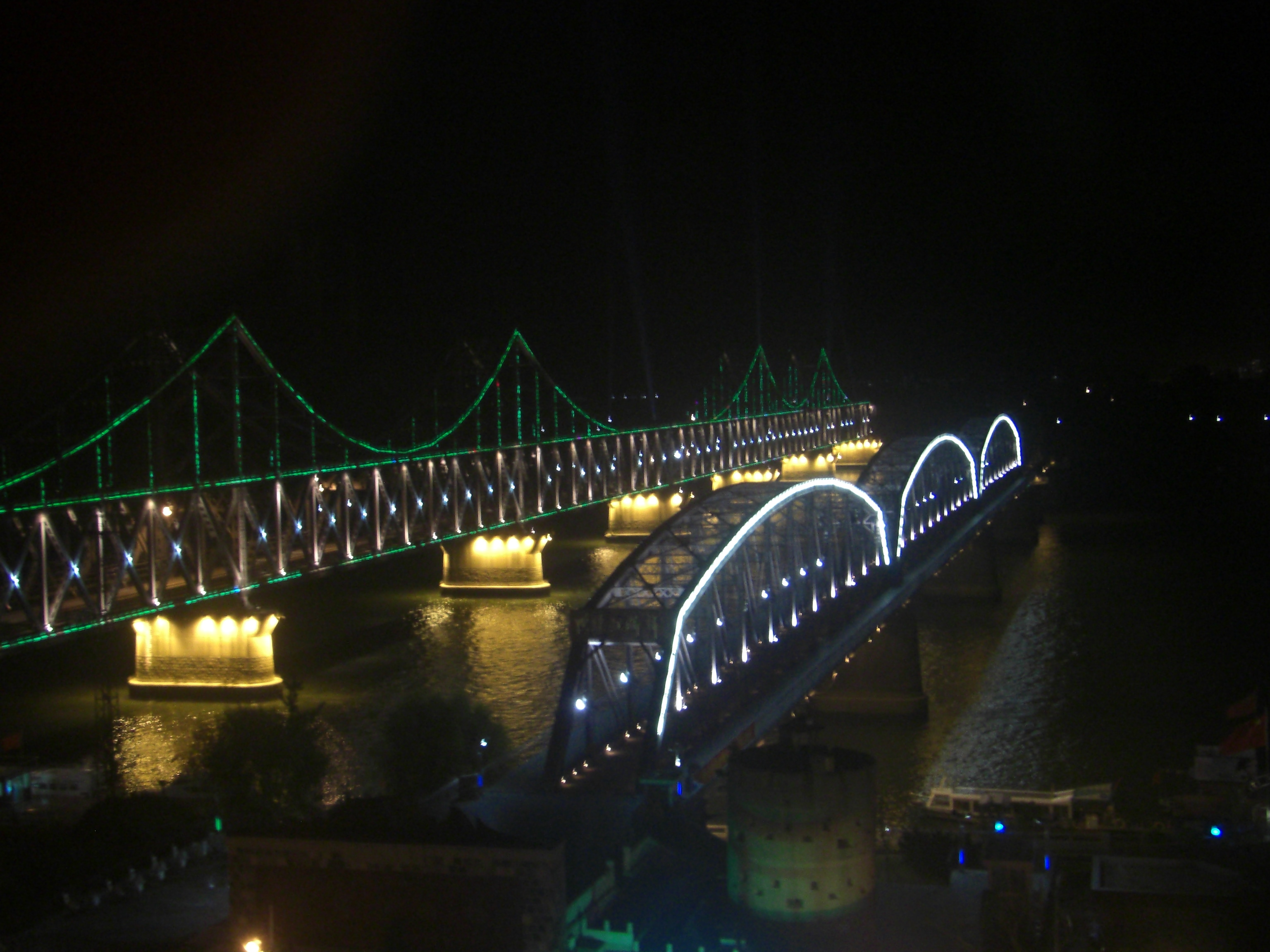
Nahezu unbeleuchtet: Sinŭiju bei Nacht von Dandong aus gesehen

## Wirtschaft und Infrastruktur

### Wirtschaft
Sinŭiju ist Industriestadt mit Leicht-, Papier- und Textilindustrie. Das Stadtgebiet ist Teil einer seit 2002 proklamierten Sonderwirtschaftszone (siehe Besondere Verwaltungsregion Sinŭiju), die dem freien Handel dienen soll. In diesem Zusammenhang eröffnete z. B. das damalige Joint Venture Hana Electronics in Sinŭiju ein Büro.
Unterhalb der chinesisch-koreanischen Freundschaftsbrücke wurde im Dezember 2015, insbesondere für Tagesgäste aus China, eine von der übrigen Stadt abgetrennte 130.000 m² große „Touristenzone“ eröffnet. Auf dem Gelände am Flussufer sollen bis zu 10.000 Besucher, die für diese Form der Einreise keinen Pass benötigen, u. a. durch Geschäfte sowie ein Theater unterhalten werden. Finanziert wurde das Projekt durch die „Dandong International Travel Agency of China“.

### Verkehr
Die Stadt ist Verkehrsknotenpunkt mit Straßen, einer Eisenbahnverbindung in die Hauptstadt Pjöngjang und einem 1910 eröffneten Hafen. 1906 eröffnete der Bahnhof Sinŭiju. Dandong und Sinŭiju sind mittels der chinesisch-koreanischen Freundschaftsbrücke verbunden, über die nur Kraftfahrzeuge und Eisenbahnen verkehren. Eine von China finanzierte und gebaute Neue Yalubrücke über den Yalu wurde seit ihrer Fertigstellung 2014 nicht eröffnet, da die Verkehrsanbindung auf koreanischer Seite bislang nicht fertiggestellt wurde. Die Pjöngjang-Sinŭiju-Schnellstraße sowie die Bahnstrecke Pjöngjang–Sinŭiju befinden sich im Bau. Im Süden der Stadt befindet sich der Flughafen Sinŭiju. Im Öffentlichen Personennahverkehr kommen seit Ende der 1970er Jahre Oberleitungsbusse zum Einsatz.

## Bildung
In der Stadt befinden sich zwei Universitäten sowie mehrere Hoch- und Fachschulen. An der Toch'ŏng Straße befinden sich Bildungseinrichtungen und Gebäude der Stadtverwaltung und Landesregierung.

## Sport
Der fünffache nordkoreanische Fußball-Meister Lokomotive Sinŭiju trägt seine Heimspiele im Sinŭiju-Stadion aus.

## Persönlichkeiten
- Lee Seong-deok (1912–1968), japanischer Eisschnellläufer
- Sohn Kee-chung, bekannt unter seinem japanischen Namen Son Kitei (1912–2002), Olympiasieger im Marathon
- Jang U-Shik (1914–?), japanischer Eisschnellläufer